# تنگل‌تاون (مینیاپولیس)
تنگل‌تاون (به انگلیسی: Tangletown) یک منطقهٔ مسکونی در ایالات متحده آمریکا است که در مینیاپولیس واقع شده‌است. تنگل‌تاون ۴٬۳۵۱ نفر جمعیت دارد و ۲۷۴٫۳۲ متر بالاتر از سطح دریا واقع شده‌است.